# Airain
Airain – rzeka we Francji, przepływająca przez teren departamentu Cher, o długości 47,8 km. Stanowi dopływ rzeki Yèvre.